# George Gordon Byron, Nam tước Byron thứ 6
George Gordon Noel Byron, Nam tước Byron thứ 6 (1788 – 1824) là nhà thơ lãng mạn nước Anh, thường được gọi là Lord Byron. Ông được coi là một trong những nhà thơ lớn của thế giới thế kỷ 19. Ông được biết đến với lối sống tai tiếng về tình ái và lỗi lạc về ngôn ngữ thơ.

## Tiểu sử

### Đầu đời
Byron sinh ở Luân Đôn, trong một gia đình quý tộc đã sa sút.
Năm 1790, người cha qua đời, nên bà Catherine bồng con về Aberdeenshire, Scotland. Năm 1798, George Byron được thừa kế tước hiệu từ người bác của cha mình ở tuổi lên 10 và được chính thức công nhận là Lord Byron.
Năm 1801, Byron được gửi đến trường Harrow tại London, nơi ông học cho đến tháng 7 năm 1805. Là một học sinh bình thường, ông đã đại diện cho trường trong trận đấu bóng gậy đầu tiên giữa Eton với Harrow.
Byron đã yêu Mary Chaworth (1785–1832) - chị họ xa, người mà ông gặp trong khi ở trường và không được đáp lại này được thể hiện qua một số bài thơ, trong đó có Hills of Annesley và Adieu. Trong hồi ký sau này của Lord Byron, "Mary Chaworth được miêu tả là đối tượng đầu tiên của cảm xúc tình yêu trưởng thành của mình."
Từ năm 1805-1808, Byron học Trinity College, mùa thu năm 17 tuổi, ông đã gặp và yêu John Edleston - thành viên dàn đồng ca của Trinity. Byron đã viết một số lời bài hát lãng mạn cho những ca khúc của Edleston, trong đó ông gọi người tình của mình với cái tên phụ nữ Thyrza.
Trong thời gian này, cuộc sống quý tộc thái quá và tiệc tùng, quyền anh, cưỡi ngựa và cờ bạc lấn sâu ông vào nợ nần.
Trong tháng 6 năm 1807, ông thiết lập một tình bạn lâu dài với John Cam Hobhouse - người mà ông trao đổi thư từ về văn học và được khởi xướng vào chính trị tự do, tham gia câu lạc bộ Whig Cambridge.

### Tính cách và ngoại hình
Khi là một cậu bé, Byron được mô tả như một "hỗn hợp của vị ngọt tình cảm và hài hước.
Lord Byron bị tật chân từ khi sinh ra khiến ông tự ý thức cuộc đời mình, ông đã bị ảnh hưởng gây ra cả đời đau khổ tâm lý và thể chất, trầm trọng hơn do chữa bệnh đau đớn. Một số tác giả y tế hiện đại cho rằng đó là một hệ quả của bệnh bại liệt, nhưng bù lại ông sở hữu khuôn mặt đẹp tựa như người Hy Lạp và sở thích thường hay lọn tóc vào ban đêm.

## Chu du và sự nghiệp viết thơ

### Chính trị
Sau khi nhận được sự chỉ trích gay gắt từ người đọc, tập thơ Những giờ giải trí (Hours of Idleness) và năm 1808 là trường ca Những nhà thơ Anh và những nhà phê bình Scotland (English Bards and Scotch Reviewers) phê phán những nhà lãng mạn quá khích. Bài thơ đã tấn công cộng đồng văn học với sự dí dỏm và châm biếm, và ông đã nhận được sự công nhận văn học đầu tiên của mình.
Từ năm 1809 là thành viên nghị viện Anh. Ở tuổi 21, ông mất chiếc ghế ở Nghị viện. Sau đó bắt đầu 2 năm đi chu du sang các nước khu vực Địa Trung Hải.
Năm 1812 in 2 chương đầu của Chuyến hành hương của Childe Harold (Childe Harold's Pilgrimage) kể lại chuyến đi Nam Âu và Cận Đông.

### Mối quan hệ tai tiếng và tác phẩm

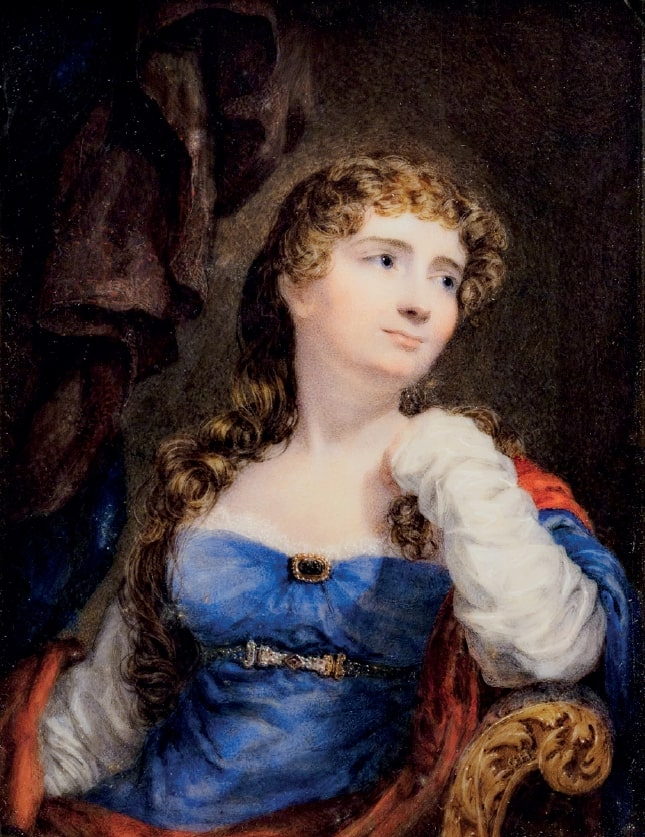
Anne Isabella Milbanke

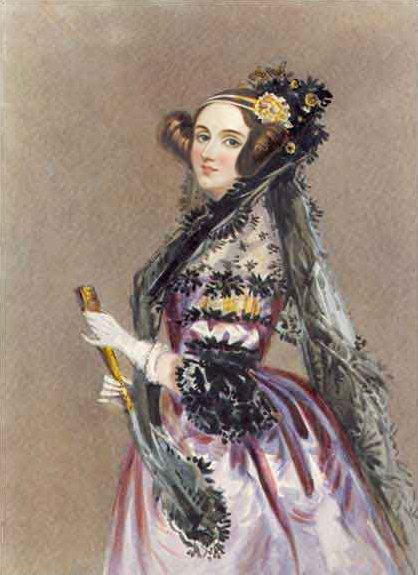
Ada, con gái của Byron là một nhà khoa học nổi tiếng thế giới

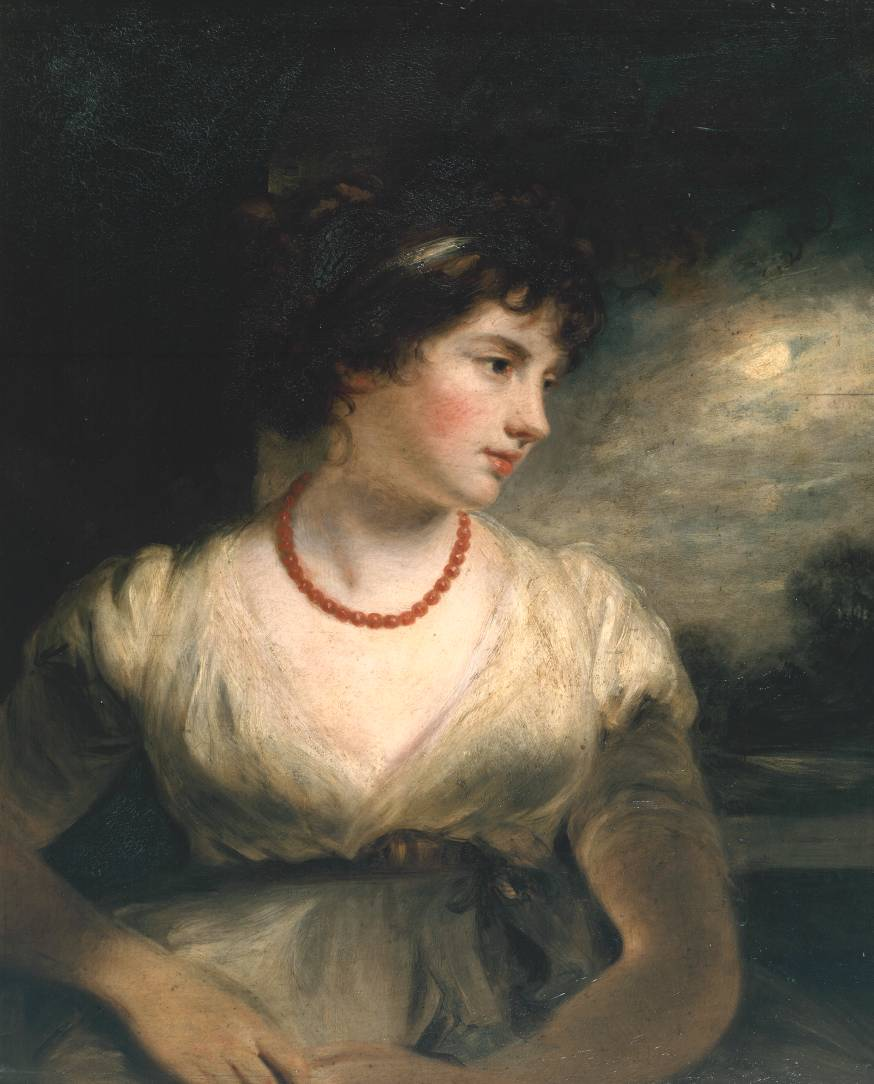
Lady Oxford

Vào tháng 7 năm 1811, Byron trở về London sau cái chết của mẹ mình. Nhận được sự khen ngợi cao của xã hội nước Anh đã kéo ông ra khỏi tình trạng ảm đạm của mình, cũng như một loạt các vấn đề tình yêu.
Cuộc sống riêng tư của Byron bắt đầu nổi lên từ 1812, khi ông có cuộc tình với Lady Caroline Lamb - tiểu thuyết gia, vợ của tử tước William Lamb. Mối quan hệ diễn ra khá ngắn ngủi, ông chủ động chia tay để theo một người lớn hơn mình 20 tuổi, bà Oxford, nhưng Caroline thì không bao giờ quên được. Bà theo đuổi ông ngay cả khi ông đã chán nản, mệt mỏi vì bà. Nhà thơ nhẫn tâm phải than phiền với mẹ chồng của Caroline rằng: "Tôi đang bị một bộ xương săn đuổi.” Về sau, người phụ nữ quý tộc cay đắng thừa nhận rằng, Byron là một kẻ "rất điên rồ, rất tồi tệ, rất nguy hiểm để quen biết".
Khi còn nhỏ, Byron khá gắn bó với Augusta Leigh - chị cùng cha khác mẹ của ông. Mối quan hệ này về sau trở thành tình ái lúc Byron trưởng thành và là vụ loạn luận nổi tiếng lúc bấy giờ. 
Từ năm 1811, Augusta sống ly thân với chồng nhưng đến tháng 4/1814, Augusta vẫn sinh hạ một bé gái tên là Elizabeth Medora Leigh. Một số lời đồn đại Byron là cha của Elizabeth. Sự hỗn loạn và tội lỗi mà ông đã trải qua như là kết quả của những mối tình được phản ánh trong một loạt các bài thơ: Bóng tối, Kẻ vô thần (The Giaour), Nàng dâu của Abydos (The Bride of Abydos), Cướp biển (The Corsair).
Byron trở về London làm lại cuộc đời. Ông lập gia đình với một cô gái ngây thơ, trong trắng - Anna Isabella Mibarke, nhỏ hơn ông bốn tuổi. Cuộc hôn nhân không hạnh phúc, ông đối xử tàn nhẫn với cô. Họ đã có một đứa con gái (Ada Lovelace). Ngày 21 tháng 4 năm 1816, họ chính thức ly hôn.
Trong một lá thư, Augusta dẫn lời ông nói: “Những vết thương do tình yêu gây ra dù không làm cho người ta chết nhưng cũng không bao giờ chữa khỏi được”. Cùng năm đó Lady Caroline xuất bản cuốn tiểu thuyết nổi tiếng của cô là Glenarvon.

## Tha hương
Năm 1812, phát biểu trước nghị viện, Byron tố cáo tầng lớp thống trị ở Anh và đòi hủy bỏ luật tử hình những người công nhân phá máy.
Đối mặt với áp lực gia tăng là kết quả của cuộc hôn nhân thất bại của mình, vấn đề tai tiếng và khoản nợ khổng lồ, Byron rời nước Anh vào tháng Tư cùng năm 1816 và không bao giờ quay trở lại. Ông đã dành mùa hè tại hồ Geneva ở Thụy Sĩ với bạn thân là vợ chồng Percy Bysshe Shelley và Claire Clairmont, người mà Byron đã có thêm một cô con gái.
Byron đi đến Ý, nơi ông đã sống trong hơn sáu năm. Năm 1819, trong khi lưu trú tại Venice, ông bắt đầu ngoại tình với Teresa Guiccioli, vợ của một nhà quý tộc Ý. Đó là vào khoảng thời gian này mà Byron đã viết một số tác phẩm nổi tiếng nhất của ông, bao gồm cả Don Juan (1819-1824).
Trong những tác phẩm The Giaour (1813), The Bride of Abydos (1813), The Corsair (1814), Lara (1814), The Siege of Corinth (1816) Byron kêu gọi đấu tranh giành tự do. Những năm 1817-1820 Byron sống ở Venezia, cảm thông với nỗi khổ của người Ý trước ách cai trị của người Áo. Thời kỳ này ông viết một số trường ca và hai chương tiếp theo của Childe Harold's Pilgrimage. Những năm 1818-1819 ông viết trường ca Don Juan gồm 16 chương và chương 17 viết dở.
Năm 1823 ông sang Hy Lạp để tham gia đấu tranh giải phóng Hy Lạp khỏi ách cai trị của Thổ Nhĩ Kỳ nhưng công việc đang dở dang thì ông bị sốt và mất ngày 19 tháng 4 năm 1824 vào tuổi 36 tại Mesolongi, ở Hy Lạp ngày nay. Thi thể của ông đã được đưa trở lại nước Anh và chôn ở Nottinghamshire.

## Chủ nghĩa Byron
Lòng say mê mãnh liệt, tính trữ tình sâu sắc, sự bạo dạn về ý tưởng và vẻ sống động của những hình tượng khiến Byron trở thành một trong những nhà thơ lớn và nổi tiếng nhất ở châu Âu thế kỷ 19. Tác phẩm của Byron mở ra những khả năng mới của chủ nghĩa lãng mạn như một phương pháp nghệ thuật. Byron đưa vào thơ ca những nhân vật mới, làm giàu hình thức và thể loại thơ ca. Ông có sự ảnh hưởng rất lớn đến thơ ca thế giới thế kỷ 19, sinh ra một trường phái thơ ca ở nhiều quốc gia khác nhau với tên gọi chủ nghĩa Byron.

## Tác phẩm

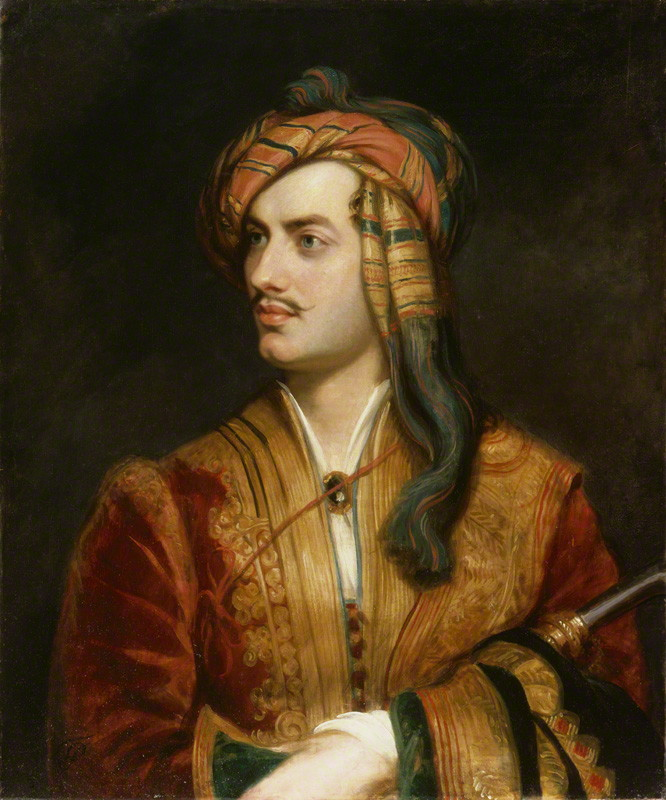
Lord Byron

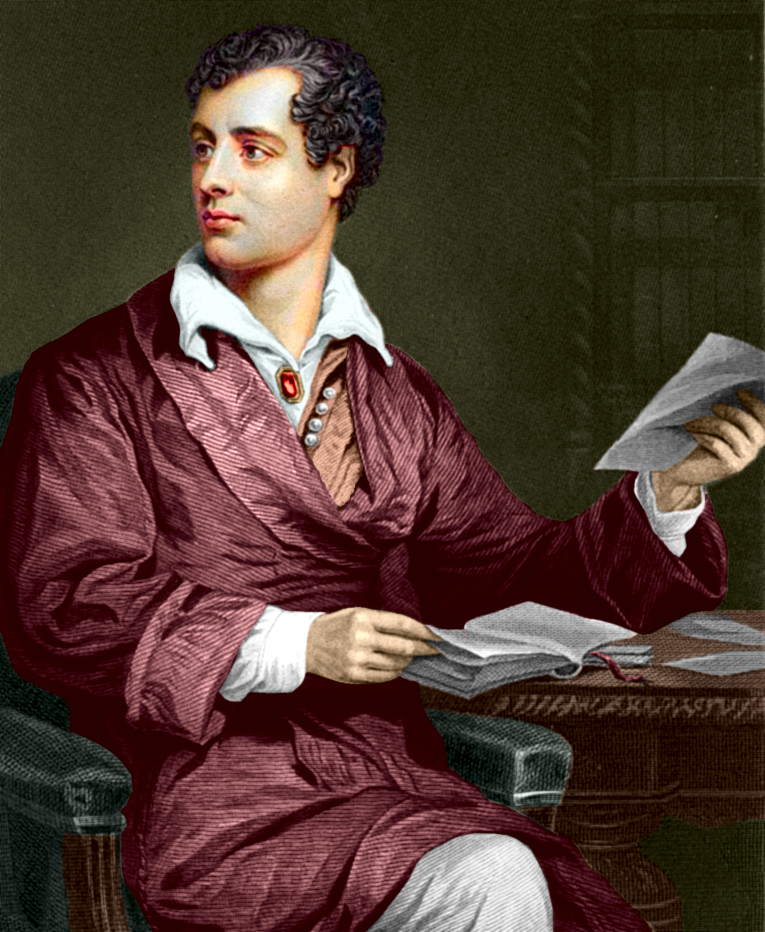
Lord Byron

- Những giờ nhàn rỗi (Hours of Idleness,1806)
- Những nhà thơ Anh và những nhà phê bình Scotland (English Bards and Scotch Reviewers, 1809)
- Chuyến hành hương của Childe Harold (Childe Harold's Pilgrimage, 1812 – 1818)
- Kẻ vô thần (The Giaour, 1813)
- Nàng dâu của Abydos (The Bride of Abydos, 1813)
- Cướp biển (The Corsair, 1814)
- Lara (Lara, 1814)
- Những giai điệu Do Thái (Hebrew Melodies (1815)
- Cuộc bao vây Corinth (The Siege of Corinth, 1816)
- Parisina (Parisina, 1816)
- Người tù Chillon (The Prisoner Of Chillon, 1816)
- Giấc mơ (The Dream, 1816)
- Thần Promethus (Prometheus, 1816)
- Bóng tối (Darkness, 1816)
- Manfred (Manfred, 1817)
- Lời than thở của Tasso (The Lament of Tasso, 1817)
- Beppo (Beppo, 1818)
- Mazeppa (Mazeppa, 1819)
- Lời tiên tri của Dante (The Prophecy of Dante, 1819)
- Marino Faliero (Marino Faliero, 1820)
- Sardanapalus (Sardanapalus, 1821)
- Hai cha con Foscari (The Two Foscari, 1821)
- Ca-in (Cain, 1821)
- Bóng ma ngày phán xét (The Vision of Judgement, 1821)
- Trời và đất (Heaven and Earth, 1821)
- Werner (Werner, 1822)
- Quái thai biến dạng (The Deformed Transformed, 1822)
- Kỷ đồ đồng (The Age of Bronze, 1823)
- Hòn đảo (The Island, 1823)
- Đông Gioăng (Don Juan, 1819 – 1824)